# Lucio Flavio Filostrato
Lucio Flavio Filostrato (in greco: Φλάυιος Φιλόστρατος; Lemno, 170 circa – Atene, 247 circa) è stato uno scrittore greco antico.
Detto anche Filostrato d'Atene o Filostrato II, è il più famoso e, a quanto sappiamo, prolifico di quattro autori omonimi e imparentati tra loro, anche se l'attribuzione ai vari "Filostrati" delle opere giunteci sotto questo nome è un problema in larga misura ancora aperto.

## Biografia
Nato nell'isola di Lemno attorno al 170, da giovane si trasferì ad Atene, dove studiò retorica ed esercitò poi la professione di sofista. Successivamente si stabilì a Roma, dove acquistò fama come retore entrando nel circolo letterario e filosofico organizzato dall'imperatrice Giulia Domna, moglie di Settimio Severo, divenendone l'esponente più illustre.
Nel 213 accompagnò in Gallia Caracalla, figlio di Settimio Severo e Giulia Domna, divenuto imperatore alla morte del padre.
Dopo la morte di Giulia Domna e di suo figlio Caracalla, avvenute entrambe nel 217, Flavio Filostrato tornò ad Atene, probabilmente ottenendone la cittadinanza, grazie alle benemerenze acquisite come oratore. In quegli anni fu anche elevato al rango senatorio.
Morì ad Atene durante il regno di Filippo l'Arabo (tra il 244 e il 249).

## Opere

### Vita di Apollonio di Tiana
Questa biografia di Apollonio di Tiana, un asceta neopitagorico fortemente influenzato da religioni orientali vissuto nel primo secolo, al quale erano stati attribuiti miracoli ed eretti altari, fu commissionata a Flavio Filostrato da Giulia Domna, che a questo fine gli consegnò le memorie compilate dal discepolo di Apollonio Damis.
Apollonio era all'epoca oggetto di valutazioni contrastanti: i cristiani lo consideravano un ciarlatano o addirittura un praticante di oscure arti magiche, mentre molti pagani lo vedevano come una figura soprannaturale da contrapporre a Gesù. L'intento di Flavio Filostrato, coerentemente alle intenzioni di Giulia Domna (che morì prima di poter leggere l'opera finita), fu quello di rivalutare il saggio di Tiana difendendolo dalle accuse. La biografia, oltre agli scritti di Damis, usa opere e lettere dello stesso Apollonio e varie altre testimonianze.

### Vite dei sofisti
I sofisti di cui Flavio Filostrato si occupa in quest'opera (cinquantanove oratori, filosofi o scrittori, dei quali traccia un profilo raccogliendo notizie di varia natura) sono suddivisi in esponenti della prima sofistica (ἀρχαία σοφιστικὴ) e della seconda sofistica (δευτέρα σοφιστικὴ). In ambedue i casi l'autore, che identifica largamente la sofistica con la retorica, è interessato alle qualità oratorie dei personaggi considerati e non ai contenuti del loro pensiero.
Mentre le notizie fornite sui sofisti antichi sono di scarso interesse, data anche la loro esiguità, per quanto invece riguarda la seconda sofistica (espressione introdotta appunto da Flavio Filostrato, che è uno dei suoi esponenti) l'opera costituisce la fonte principale e, su diversi degli oratori considerati, addirittura l'unica.

### Eroico
L'opera è dedicata agli eroi omerici e consiste in un dialogo tra un vignaiolo, che in tali eroi crede e si considera protetto da Protesilao, e un fenicio scettico. Nella prima parte del dialogo, nella quale si discute se gli eroi siano realmente esistiti, il vignaiolo, a riprova della loro esistenza e di quella dei giganti, cita la prova fornita dalle ossa di dimensioni sovrumane trovate in vari luoghi (probabilmente fossili di grandi vertebrati). Nella seconda parte sono descritti i singoli eroi. La paternità dell'opera non è certa. Il lessico Suda attribuisce l'opera al nostro autore, ma gli studiosi sono divisi tra chi accetta questa attribuzione e chi pensa che il dialogo sia opera di suo genero, Filostrato il Vecchio.

### Ginnastico
Essendo l'unico antico trattato sull'agonistica e l'educazione fisica giunto fino a noi, su questi argomenti è ricco di informazioni non ricavabili da altre fonti. Flavio Filostrato descrive sia le gare olimpiche e la loro storia, sia le doti necessarie all'atleta e i sistemi utili per conservarle e accrescerle.

### Lettere
Si è conservata una raccolta di 73 epistole attribuite a Flavio Filostrato, anche se da alcuni considerate spurie. Si tratta per lo più di lettere d'amore, eccetto le ultime 9; l'ultima epistola è indirizzata a Giulia Domna e contiene una breve storia della sofistica.

### Nerone
Il breve scritto con questo titolo, a lungo attribuito a Luciano di Samosata anche perché confluito nel suo corpus, oggi è attribuito a Flavio Filostrato, o più spesso a suo padre, Filostrato di Lemno. Si tratta di un dialogo tra il filosofo Musonio, confinato a Lemno per volere di Nerone, e Menecrate.

## Edizioni e traduzioni
- Flavio Filostrato, La vita di Apollonio Tianeo in libri otto, in Le opere dei due Filostrati volgarizzate da Vincenzo Lancetti, vol. 1, Milano, dalla tipografia di Paolo Andrea Molina, 1831.
- Flavio Filostrato, Le vite dei Sofisti. Libri due, in Le opere dei due Filostrati volgarizzate da Vincenzo Lancetti, vol. 2, Milano, dalla tipografia di Paolo Andrea Molina, 1831,  pp. 9-208.
- (GRC, EN) Philostratus, The Lives of the Sophists, in Philostratus e Eunapius, The Lives of the Sophists, with an English translation by Wilmer Cave Wright, London, William Heinemann, 1922,  pp. VII-XLII e pp. 1-315.
- Filostrato, Vita di Apollonio di Tiana, a cura di Dario Del Corno, Milano: Adelphi, 1978.
- Filostrato, Vite dei sofisti, a cura di Maurizio Civiletti, Milano: Bompiani, 2002.
- Filostrato, Eroico, a cura di Valeria Rossi, Venezia: Marsilio, 1997.
- Filostrato, Sull'allenamento, a cura di Paolo Madella, Heather L. Reid, Emanuele Isidori, Alessandra Fazio, Viterbo: Sette Città, 2015.